# Eduard Taaffe

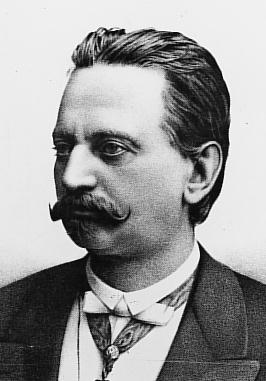
Eduard Graf Taaffe

Eduard Franz Joseph Graf Taaffe (* 24. Februar 1833 in Wien; † 29. November 1895 in Ellischau, Böhmen) war ein österreichischer Staatsmann, konservativer Sozialreformer, Ministerpräsident Cisleithaniens, mehrfach Minister sowie Landespräsident in Salzburg, Statthalter in Österreich ob der Enns und später Statthalter in Tirol. Seine Familie väterlicherseits war uradeliger irischer Herkunft, die Familie mütterlicherseits führt auf das Haus Wittelsbach zurück; Taaffe hatte in der Peerage of Ireland die Titel eines Viscount Taaffe und Baron Ballymote inne.

## Herkunft
Er war der Sohn von Graf Ludwig Taaffe und von Amalie, der Tochter des Fürsten Karl August von Bretzenheim, der Letzten ihres Geschlechts, das einer außerehelichen Beziehung ihres Großvaters, des Kurfürsten Karl Theodor von Pfalz-Bayern, entstammte. Aus der elterlichen Ehe stammten die zwei Brüder: Karl, 1873 gestorben, und Eduard, sowie drei Schwestern.

## Leben
Eduard Franz Joseph Graf Taaffe (so seit 1873, nach dem Tod seines älteren Bruders Karl, auch 11. Viscount Taaffe) war ein Jugendfreund von Kaiser Franz Joseph I. Taaffe studierte Rechtswissenschaften an der Universität Wien. Auf Grund der Vertrauensposition beim Kaiser wurde er mit 28 Jahren, 1861, Statthaltereirat und Leiter der Kreisbehörde in Prag, 1863 Landespräsident (Landeschef) im Kronland Salzburg und war im Jänner/Februar 1867 Statthalter (Landeschef) im Kronland Österreich ob der Enns.
In der Amtszeit von Ministerpräsident Friedrich Ferdinand von Beust, der zu dieser Zeit den österreichisch-ungarischen Ausgleich verhandelte und abschloss, berief ihn der Kaiser im Februar 1867 zum Leiter des Verwaltungsministeriums und ernannte ihn im März zum Minister des Inneren.
Anschließend wurde er zum Jahresende 1867 zum Stellvertreter des Ministerpräsidenten Fürst Karl von Auersperg ernannt und zugleich mit den Agenden für Landesverteidigung und öffentliche Sicherheit betraut. Nach dem Ausscheiden Auerspergs ernannte ihn der Kaiser am 24. September 1868 zum k.k. Ministerpräsidenten und Landesverteidigungsminister.
Da er im so genannten Bürgerministerium mit seiner Absicht, den Forderungen der nichtdeutschen Nationalitäten besser zu entsprechen, in der Minderheit blieb, suchte er um Enthebung an, die ihm der Kaiser am 15. Jänner 1870 erteilte. Am 12. April 1870 ernannte der Kaiser ihn im an diesem Tag ernannten Ministerium Potocki zum Minister des Innern und übertrug ihm die Leitung des Ministeriums für Landesverteidigung. Das Ministerium Potocki wurde im Februar 1871 enthoben.
Von Mai 1871 bis Juni 1879 war Taaffe dann k.k. Statthalter (Landeschef) im Kronland Tirol. In dieser Zeit wurde er im April 1878 vom Kaiser mit dem höchsten Ehrenzeichen der Monarchie, dem Orden vom Goldenen Vlies, ausgezeichnet. Am 12. August 1879 wurde er vom Kaiser erneut zum k.k. Ministerpräsidenten ernannt und amtierte bis zum 11. November 1893.

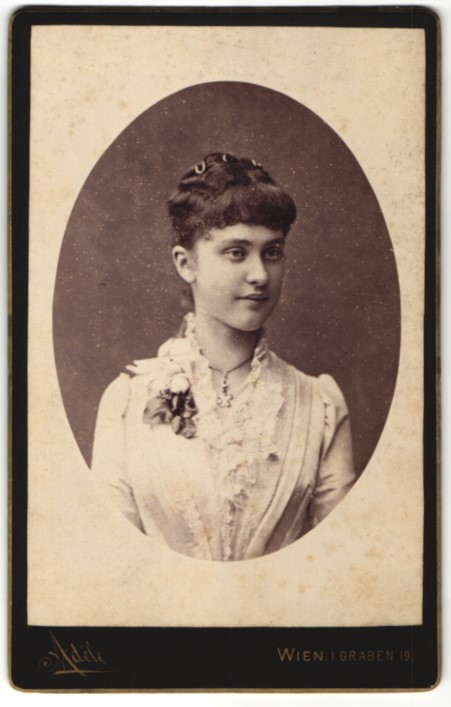
Marie Amalie Taaffe, Aufnahme aus dem Atelier Adèle

## Familie
Taafe heiratete die ungarische Adelige Irma Csáky de Körösszegy et Adorján (* 6. Januar 1838; † 15. Mai 1912). Das Paar hatte vier Töchter und einen Sohn:
- Marie Amalie (* 21. September 1866) ⚭ 1889 Max von Coudenhove (* 17. Dezember 1865; † 3. Juli 1928)
- Luise (* 28. Juni 1868), Stiftsdame
- Helene (* 29. September 1870)

⚭ 1889 Freiherr Richard von Mattencloit (geschieden)
⚭ 1901 Dr. med. Julius Demkö, Arzt
- Heinrich (* 22. Mai 1872; † 25. Juli 1928), Peer von Irland

⚭ 1897 Maria Magda Fuchs († 3. Januar 1918)
⚭ 1919 Aglae Isecescu (* 22. April 1881)

## Wirken
Die Berufung des konservativen Monarchisten Eduard Taaffe brachte einen grundlegenden Wandel der Politik. Er bedeutete das Ende der politischen Vormacht der Liberalen, der Regierung durch Advokaten und Unternehmer.
1882 setzte der Reichsrat auf seinen Vorschlag die Zensusgrenze (Mindeststeuerleistung) für die Wahlbeteiligung von zehn auf fünf Gulden herab, wodurch der gewerbliche Mittelstand das Wahlrecht erhielt (so genannte Fünf-Gulden-Männer). Dadurch wurde seine parlamentarische Basis gestärkt.
In der Wirtschaftspolitik trat an Stelle der Dominanz von Markt und Wettbewerb der Protektionismus. So verstärkte die Regierung Taaffe den Zollschutz für die österreichische Industrie. Sie ging vom Prinzip der Gewerbefreiheit ab und führte Befähigungsnachweise für handwerksmäßige Gewerbe ein.
In der Sozialpolitik wurde 1883 ein Gewerbeinspektionsgesetz geschaffen, wonach die Arbeitsbedingungen in den Unternehmen zu kontrollieren waren. Durch die Gewerberechtsnovelle 1885 wurde die Fabrikarbeit für Jugendliche unter 14 Jahren verboten, solche bis zu 16 Jahren durften nicht zu schweren Arbeiten herangezogen werden. Für diese wie für Frauen war Nachtarbeit verboten. Der Maximalarbeitstag wurde mit elf Stunden fixiert. Das Trucksystem – also die Entlohnung mit Waren – wurde untersagt, technisch-sanitäre Anlagen wurden vorgeschrieben, Lohnschutzbestimmungen sowie Fürsorgemaßnahmen für Wöchnerinnen wurden erlassen.
1887 wurde ein Unfallversicherungsgesetz beschlossen, das 1889 in Kraft trat. 1888 folgte das Krankenversicherungsgesetz. Damit nahm Österreich in der Arbeiterschutzgesetzgebung in Europa eine Vorreiterrolle ein. Alle diese Reformen wurden federführend von Emil Steinbach als führendem Mitarbeiter und später auch Finanzminister unter Taaffe geplant und durchgeführt.
Den weltanschaulichen Hintergrund für Taaffes Politik bildete die christliche Soziallehre, wie sie vor allem von Karl von Vogelsang artikuliert wurde. Dieser lehnte reine Einkommensmaximierung ab und stellte Solidarität sowie gesellschaftliche Verantwortung in den Mittelpunkt seiner Überlegungen.
Bereits als Minister des Inneren war Taaffe relativ früh mit dem Aufstieg der Arbeiterbewegung konfrontiert. Der Delegation mit der ersten Petition der Arbeiterbewegung, die ihn nach den Massendemonstrationen von Dezember 1869 traf, antwortete er: „Was Sie hier beginnen, ist eine Revolution.“ Er ließ daraufhin die Unterzeichner wegen Verstoß gegen das Vereinsgesetz verhaften. Im März 1870 startete er eine Repressionswelle, wobei fast alle Organisationen und Presseorgane der Arbeiterbewegung verboten wurden, und stellte 14 ihrer Anführer, darunter Heinrich Oberwinder, Andreas Scheu und Johann Most wegen Hochverrats vor Gericht. Dies stieß auf heftige Reaktionen in breiten, auch bürgerlichen Kreisen und löste tagelange Straßenproteste aus, wodurch sich die Regierung zur Mäßigung gezwungen sah. Als Ministerpräsident verhängte er einen Ausnahmezustand, der zwischen 1884 und 1891 andauerte. Im Jänner 1885 brachte er ein Sozialistengesetz im Parlament ein.
Durch eine Sprachenverordnung von 1880, die den (zusätzlichen) Gebrauch der tschechischen Amtssprache auch in den mehrheitlich deutschen Gebieten Böhmens vorsah, erleichterte es Taaffe den Tschechen, Beamtenstellen zu erreichen. Seine Ausgleichsverhandlungen mit den Tschechen im Jänner 1890 in Wien scheiterten aber am Widerstand der nationalistischen Partei der Jungtschechen.
Im Oktober 1893 legte er, der Obstruktionspolitik der eingesessenen Parlamentsparteien überdrüssig, den Entwurf einer Wahlrechtsänderung für die Wahl zum Reichsrat vor, die die Einführung des allgemeinen, aber nicht gleichen (Männer-)Wahlrechtes bedeutet hätte. Das Scheitern der Vorlage nahm Kaiser Franz Joseph I. zum Anlass, Taaffe als Ministerpräsidenten zu entheben. Sein Nachfolger Kasimir Felix Badeni erweiterte im Jahr 1897 die von Taaffe begonnene Entschärfung der Sprachgegensätze in Cisleithanien durch die Badenische Sprachenverordnung, die ebenfalls schwere Konflikte auslöste, da die Deutschen Cisleithaniens nicht auf ihre Vorrechte verzichten wollten.
In Taaffes Amtszeit als Ministerpräsident fiel im Jahr 1889 der Selbstmord von Kronprinz Rudolf. Im Zuge der folgenden Untersuchungen übergab ihm der Kaiser geheime Dokumente bezüglich dieses Vorgangs (Mayerling-Papers). Diese sollte der Ministerpräsident nicht in das Staatsarchiv überführen, sondern auf Wunsch des Kaisers privat unter Verschluss halten. Der Verbleib dieser Akten ist bis heute ungeklärt.